# Eastham (Massachusetts)
Eastham é uma vila localizada no condado de Barnstable no estado estadounidense de Massachusetts. No Censo de 2010 tinha uma população de 4.956 habitantes e uma densidade populacional de 74,46 pessoas por km².

## Geografia
Eastham encontra-se localizado nas coordenadas 41° 50′ 27″ N, 69° 59′ 20″ O. Segundo a Departamento do Censo dos Estados Unidos, Eastham tem uma superfície total de 66.56 km², da qual 36.15 km² correspondem a terra firme e (45.68%) 30.41 km² é água.

## Demografia
Segundo o censo de 2010, tinha 4.956 pessoas residindo em Eastham. A densidade populacional era de 74,46 hab./km². Dos 4.956 habitantes, Eastham estava composto pelo 97.05% brancos, o 0.69% eram afroamericanos, o 0.24% eram amerindios, o 0.59% eram asiáticos, o 0.06% eram insulares do Pacífico, o 0.24% eram de outras raças e o 1.13% pertenciam a duas ou mais raças. Do total da população o 1.51% eram hispanos ou latinos de qualquer raça.